# Cyclocross-Weltmeisterschaften 2010
Die Cyclocross-Weltmeisterschaften 2010 wurden am 30. und 31. Januar im tschechischen Tábor ausgetragen. Es war das zweite Mal, dass die Weltmeisterschaften in Tábor zu Gast waren. Die Wettkämpfe fanden auf dem Parcours des Cyklokros Tábor statt.

## Ergebnisse

### Männer Elite
| Platz | Land       | Sportler         |
| ----- | ---------- | ---------------- |
| 1     | Tschechien | Zdeněk Štybar    |
| 2     | Belgien    | Klaas Vantornout |
| 3     | Belgien    | Sven Nys         |

### Frauen
| Platz | Land        | Sportler             |
| ----- | ----------- | -------------------- |
| 1     | Niederlande | Marianne Vos         |
| 2     | Deutschland | Hanka Kupfernagel    |
| 3     | Niederlande | Daphny van den Brand |

### Junioren
| Platz | Land        | Sportler           |
| ----- | ----------- | ------------------ |
| 1     | Tschechien  | Tomáš Paprstka     |
| 2     | Frankreich  | Julian Alaphilippe |
| 3     | Niederlande | Emiel Dolfsma      |

### U 23
| Platz | Land       | Sportler        |
| ----- | ---------- | --------------- |
| 1     | Frankreich | Arnaud Jouffroy |
| 2     | Belgien    | Tom Meeusen     |
| 3     | Polen      | Marek Konwa     |

Die beiden ursprünglich Erstplatzierten, die Brüder Paweł Szczepaniak und Kacper Szczepaniak, wurden nachträglich wegen Dopings disqualifiziert.